# Diocesi di Massimianopoli di Tebaide
La diocesi di Massimianopoli di Tebaide (in latino Dioecesis Maximianopolitana in Thebaide) è una sede soppressa e sede titolare della Chiesa cattolica.

## Storia
Massimianopoli di Tebaide, identificabile con Kena o Qeneh nell'odierno Egitto, è un'antica sede episcopale della provincia romana della Tebaide Seconda nella diocesi civile d'Egitto. Faceva parte del patriarcato di Alessandria ed era suffraganea dell'arcidiocesi di Tolemaide.
Sono tre i vescovi noti di quest'antica diocesi egiziana. Il primo è un anonimo vescovo meleziano, la cui sede figura nella lista, trasmessa da Atanasio di Alessandria, dei vescovi meleziani che Melezio di Licopoli inviò all'arcivescovo Alessandro di Alessandria all'indomani del concilio di Nicea del 325.
Nella lettera festale XI di Atanasio, del 339, vengono riportati i nomi di vescovi deceduti di diverse sedi egiziane e i nomi di coloro che furono nominati al loro posto. Per la sede di Massimianopoli al defunto Atres succedette il vescovo Ermione. Atres è documentato anche da un'iscrizione non datata.
Dal 1933 Massimianopoli di Tebaide è annoverata tra le sedi vescovili titolari della Chiesa cattolica; la sede finora non è mai stata assegnata.

## Cronotassi dei vescovi
- Anonimo † (menzionato nel 325) (vescovo meleziano)
- Atres † (? - circa 339 deceduto)
- Ermione † (circa 339 - ?)